# Tellina persica
Tellina persica är en musselart som beskrevs av Dall och Simpson 1901. Tellina persica ingår i släktet Tellina och familjen Tellinidae. Inga underarter finns listade i Catalogue of Life.